# Carl Roes
Carl Roes (né le 29 août 1968 à Herentals) est un coureur cycliste belge. Actif durant les années 1980 et 1990, il a été champion de Belgique sur route élites sans contrat en 1993. Devenu directeur sportif, il exerce cette fonction au sein de l'équipe Lotto-Soudal U23. Son frère aîné Peter et son oncle Jos Huysmans ont également été cyclistes.

## Palmarès
- 1987
  - Tour des Flandres juniors
- 1988
  - Coupe Egide Schoeters
  - 2e du Circuit des frontières
- 1989
  - Coupe Sels
  - Hasselt-Spa-Hasselt
  - 2e du championnat de Belgique sur route militaires
  - 2e de Bruxelles-Opwijk
- 1991
  - Malderen-Gand
  - 3e du Tour des Flandres amateurs
- 1992
  - 2e du championnat de Belgique sur route amateurs
  - 2e du Circuit des régions flamandes
  - 3e du Trophée de Hesbaye
- 1993
  -  Champion de Belgique sur route amateurs
  - Coupe Sels
  - 2e du Circuit Het Volk amateurs
  - 3e de l'Internationale Wielertrofee Jong Maar Moedig
  - 3e du Zesbergenprijs Harelbeke
- 1994
  - Deux Jours du Gaverstreek :
    - Classement général
    - 2e étape

  - De Drie Zustersteden
  - 2e du championnat de Belgique sur route amateurs
  - 2e du Circuit des régions flamandes
  - 3e du Circuit de Campine
- 1997
  - 3e de la Flèche du port d'Anvers